# Prywolle 2
Prywolle 2 (biał. Прыволле 2; ros. Приволье 2) – osiedle na Białorusi, w obwodzie homelskim, w rejonie homelskim, w sielsowiecie Azdzielina, nad Bieliczanką.